# Pörböly
Pörböly is een plaats (község) en gemeente in het Hongaarse comitaat Tolna. Pörböly telt 613 inwoners (2001).